# La strana storia di Olga O
La strana storia di Olga O è un film thriller erotico del 1995, diretto da Antonio Bonifacio e interpretato da Serena Grandi e da Daniela Poggi.

## Trama
La vita di Olga è segnata per sempre da un trauma infantile: il suicidio del padre davanti ai suoi occhi. Olga, in cura da uno psichiatra, tornerà nella città natale, teatro del tragico evento, solo dopo molti anni, in compagnia del marito. Rivedrà gli amici, il locale dove si esibiva, e dove oggi canta Isabel. Qui l'incontro fatale con Michael, un giovane ispettore di polizia legato alla cantante, la farà uscire per un attimo dai suoi incubi quotidiani. Una passione carnale e travolgente spezzata da un nuovo trauma: uno stupro. Allucinazione o realtà? Nessuno sembra credere alla donna, sempre più sconvolta. Nessuno tranne Michael, che si metterà sulle tracce del maniaco.